# Toomai vid elefanterna
Toomai vid elefanterna är en berättelse av Rudyard Kipling. Den publicerades i december 1893 och ingår i novellsamlingen Djungelboken. Berättelsen handlar om en mahout och dennes son Toomai som tar hand om en indisk elefant vid namn Kala-Nag. Tillsammans med elefantägaren Petersen Sahib, får Toomai följa med honom på en expedition för att se elefanter utföra den mytomspunna "elefantdansen". Berättelsen filmatiserades 1937 med titeln Elephant Boy, vilket var Sabus första filmroll. 